# Дјемоз
Дјемоз (фр. Diémoz) насеље је и општина у источној Француској у региону Рона-Алпи, у департману Изер која припада префектури Вјен.
По подацима из 2011. године у општини је живело 2626 становника, а густина насељености је износила 191,4 становника/km². Општина се простире на површини од 13,72 km². Налази се на средњој надморској висини од 371 метар (максималној 423 m, а минималној 287 m).

## Демографија
| 1962. | 1968. | 1975. | 1982. | 1990. | 1999. | 2011. |
| ----- | ----- | ----- | ----- | ----- | ----- | ----- |
| 583   | 679   | 974   | 1.510 | 1.848 | 2.231 | 2.626 |

График промене броја становника у току последњих година